# خالد نشوان
خالد نشوان (صنعاء، 1970 - 31 مارس 2021) هو طبيب ومخترع عربي يمني مقيم في المجر. أعلن أنه تمكَّن من اختراع جهاز لتوسيع الشرايين المتصلبة دون إجراء عملية أو تدخل جراحي يُعرَف باسم «نشوان باراسوند»، ويعمل على معالجة أمراض الشرايين من خلال إصدار الموجات التصواتية (فوق الصوتية). حصل خالد نشوان على براءة اختراع للجهاز، ويحمل جهازة حماية الملكية الفكرية الدولية، وقد حاز اختراعه أكثر من ثلاثين جائزة دولية، وكان لذلك مخترع العام 2006 في هنغاريا.[بحاجة لمصدر]
قلَّد الاتحاد العالمي للمخترعين الطبيب خالد نشوان بالعاصمة المجرية بودابست «وسام فارس المخترعين الدوليين» باسم الجمهورية اليمنية [متى؟] وكرئيس لاتحاد المخترعين اليمنيين، حيث يعتبر الأول والوحيد في العالم العربي حتى الآن الذي يحصل على هذا اللقب.[بحاجة لمصدر]

## النشأة
ولد خالد عوض صالح نشوان سنة 1970 في محافظة صنعاء اليمنية، التي نشأ فيها وأنهى بها دراسته الثانوية في مدرسة عمر المختار، وقد أهله حصوله على درجات مرتفعة لنيل منحة دراسية لدراسة الطب البشري في جمهورية المجر، وفيها أكمل دراسته الجامعية والتخصصية. بعد حصوله على درجة الدكتوراة من كلية الطب البشري بجامعة بيتش الهنغارية، نال درجة الماجستير في علوم الإدارة العامة وإدارة المنشآت الصحية من كلية الاقتصاد بذات الجامعة.
له العديد من الاختراعات العلمية، اثنان منها مسجَّلان رسمياً، وقد حصدت أبحاثه ومخترعاته أكثر من ثلاثين جائزة دولية، وهو أول عالم من الشرق الأوسط يحصل على ميدالية ماري كوري العلمية الدولية لعام 2005، كما حصل على:
- جائزة ملك تايلاند للمخترعين
- جائزة ولقب مخترع العام 2006 في المجر.
- كأس الاتحاد الدولي للمخترعين للعام 2006 - جائزة اتحاد المخترعين الألمان.
- ميدالية الشرف الفرنسية.
- جائزة كوريا الجنوبية للمخترعين.
- جائزة أفضل اختراع من تايوان.
- ميدالية «نيكولا تسلا» الذهبية للمخترعين.
- جائزة الجدارة الرومانية عن اختراعه الأخير.
- وسام الاستحقاق في العلوم من الجمهورية اليمنية.
- درع الجامعة العربية من الجامعة العربية.
- كرمته بولندا تكريماً خاصاً على اختراعه الطبي«نشوان باراساوند» الذي يعالج تضيق الشرايين دون إجراء عملية جراحية ودون آلام أو مضاعفات.
- بالإضافة إلى العديد من الميداليات الذهبية الدولية للمخترعين في روسيا وسويسرا وماليزيا، كما حصل على جائزة العبقرية الأوروبية.

خالد نشوان عضو حالياً بأكاديمية العلوم الطبية المجرية الدولية، وهو رئيس العلاقات الخارجية لشؤون الشرق الأوسط فيها، وحائز على زمالة الجراحين المجريين، وعضو في منظمة الجراحة بالمناظير، بالإضافة إلى كونه المنسق العام للاتحاد الدولي للمخترعين، ومفوض الشرق الأوسط والعالم العربي، ورئيس اتحاد المخترعين اليمنيين، رئيس مجلس إدارة شركة «تلمد» المحدودة، ومجموعة مراكز نشوان الطبية، ورئيس مجلس إدارة مؤسسة سبأ من أجل الحضارات والمواهب.
بالإضافة إلى كونه عالما ومخترعا وطبيبا، يعتبر من الأدباء المجريين، وهو عضو نادي الأدباء المجريين، وعضو فخري في اتحاد المبدعين العرب، وهو يكتب باللغتين العربية والمجرية، ونشرت الصحف المجرية العديد من أعماله الأدبية، ويعتبر أول أجنبي في تاريخ المجر يصدر له ديوان أدبي باللغة المجرية[بحاجة لمصدر]، كما ساهم في تأليف كتاب جامع للأدباء المجريين. وقد حصل على جائزة الأدب المجري للعام 2001، على كتابه الأدبي «أتيت من أرض ملكة سبأ»، الذي صدر عن دار «إلكسندرا» الدولية للنشر والتوزيع. كما صدرت له ثمانية كتب باللغة المجرية عن ثمان دول عربية، هي اليمن، والإمارات، والسعودية، وتونس، والمغرب، ولبنان، والأردن، وسوريا.

## جهاز نشوان باراساوند
أثار الجهاز الطبي الذي اخترعه الدكتور خالد نشوان إعجاب عددٍ من الأوساط الطبية والعلمية على مستوى العالم، وصنف كأفضل وسيلة علاجية غير جراحية عرفها الطب الحديث، وأعلنت لجنة التحكيم الدولية لاتحاد المخترعين «نشوان باراساوند» كأفضل اختراع دولي في المجال الطبي، وقد أثبت الجهاز نجاحه خلال التجارب العلمية التي خضع لها لأكثر من تسعة أشهر من قبل لجنة من علماء جراحة الأوعية الدموية بجامعة بيتش المجرية.[محل شك]
حصد الجهاز الكثير من الجوائز العالمية، وأشارت العديد من الشخصيات العلمية والطبية العالمية خلال المؤتمر والمعرض الدولي للاختراعات الدولية الذي انعقد في العاصمة الروسية موسكو نهاية شهر ديسمبر عام 2009 إلى أن هذا الاختراع يستحق جائزة نوبل. [محل شك]
تكمن أهمية الجهاز في أنه قد ينجح إنقاذ الآلاف من المرضى حول العالم من العمليات الجراحية المكلفة، حيث يستخدم لمعالجة العديد من الأمراض بدون تدخل جراحي، خصوصاً في مجال معالجة الأوعية الدموية وتوسيعها من الضيق والانسداد، عن طريق نوع جديد من الموجات الصوتية. كان خالد نشوان قد اكتشف مزايا غير معروفة لتردد معيَّن من الموجات الصوتية، فأطلق عليها اسم «باراساوند»، أي «جوار الصوتية»، ويستخدم الجهاز هذه الموجات للتنقل عبر الأوعية الدموية في الجسم، لعلاج المترسبات التي تتراكم في جدران الأوعية الدموية.[بحاجة لمصدر]
ذكرت الشركة المصنعة للجهاز بأن الطلب عليه كبير في العديد من الدول في آسيا وأوروبا والأمريكيتين، وقالت بأنه أصبح في جميع المستشفيات المجرية. وقد نشرت مجلة برفوجن العلمية الالمانيه المتخصصة في امراض الأوعية الدموية بكلا اللغتين الالمانيه والانجليزيه دراستين اجريتا لمدة ثلاثون شهرا اثبتتا فاعليته في معالجة تضيق الشرايين، وكذلك ديمومة النتائج، كما اثبتت الدراسات أن المعالجة بالجهاز آمنه وليس لها أي أعراض جانبية أو غير محموده.

## مغادرة اليمن
قبل أكثر من عشرين عاماً انتقل خالد نشوان من اليمن إلى المجر (هنغاريا) لدراسة الطب، ومنذ ذلك الحين ما زال محتفظاً بجنسيته اليمنية، رغم أنه عرض عليه للحصول على الجنسية المجرية مع سماح القوانين اليمنية بتعدد الجنسيات.
عقب فوز المجر بجائزة أفضل اختراع طبي في المعرض الدولي للمخترعات الذي أقيم في موسكو نهاية مايو عام 2009، أصر الدكتور خالد نشوان على أن ينال لقب «فارس المخترعين الدوليين» باسم الجمهورية اليمنية، وبصفته رئيساً لاتحاد المخترعين اليمنيين، الأمر الذي أهَّل اليمن لتكون أول دولة عربية تنضم إلى الاتحاد الدولي للمخترعين، الذي يضم في عضويته 86 دولة من دول العالم.
وبسبب حرصه على أن يتم تكريمه باسم الجمهورية اليمنية، أكد رئيس الاتحاد الدولي للمخترعين الدوليين «أندراش فدرش» بأن خالد نشوان يعتبر مفخرة لليمن، ومفخرة للمجر، على السواء، ومفخرة لاتحاد المخترعين المجريين، معلناً موافقة الهيئة الدولية لاتحاد المخترعين الدوليين على انضمام اليمن إلى الاتحاد، وأن تصبح العضو السابع والثمانين في المنظمة الدولية للمخترعين.
ووفقاً لنظم هيئات الفرسان الدولية التي يترأسها ملك تايلند، لا يحق للمرشح للقب فارس أن يرشح نفسه بنفسه، حيث يتم الترشيح عن طريق التزكية من قبل فرسان اللجان الدولية، ويشترط في المرشح أن يكون حاصلاً على ثلاث جوائز عالمية كبرى على الأقل، وأن يمثل اختراعه أهمية كبرى للبشرية، ويتم منح الفائز باللقب رتبة فارس، غير أن الدكتور خالد نشوان منح لقب فارس برتبة ضابط، كتكريم إضافي من الاتحاد، وهو الأمر الذي أصبح بموجبه مخولاً لتزكية مخترع جديد من اليمن للحصول على لقب فارس، بصفته أصبح المسؤول دولياً عن ملف المخترعين اليمنيين.